# Hans Simonsen (amtmand)
 For alternative betydninger, se Hans Simonsen. (Se også artikler, som begynder med Hans Simonsen)
Hans Simonsen (født 7. november 1688 i Øsby Sogn, død 11. april 1768 på Odense Slot) var en dansk amtmand og konferensråd. Simonsen var kammertjener for Frederik 4. og taget til fange af Sverige under Den Store Nordiske Krig. Han blev udnævnt til amtmand over Assens og Hindsgavl Amter i 1726. Han overtog herregården Erholm efter sin bror Andreas Simonsen. Simonsen blev justitsråd i 1727, etatsråd i 1744 og konferensråd i 1767.